# Dég
Dég község Fejér vármegyében, az Enyingi járásban, amely nevezetes a Festetics-kastélyáról, amely Magyarország egyik legnagyobb angolparkjával büszkélkedhet, és történelmi, valamint természeti értékei miatt kedvelt úti cél. Nyugodt környezetével és gazdag kulturális örökségével Dég a múlt és a természet szerelmeseinek paradicsoma.

## Fekvése

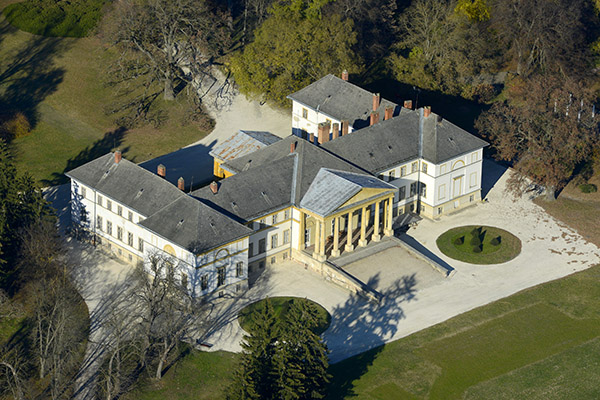
A dégi kastély madártávlatból

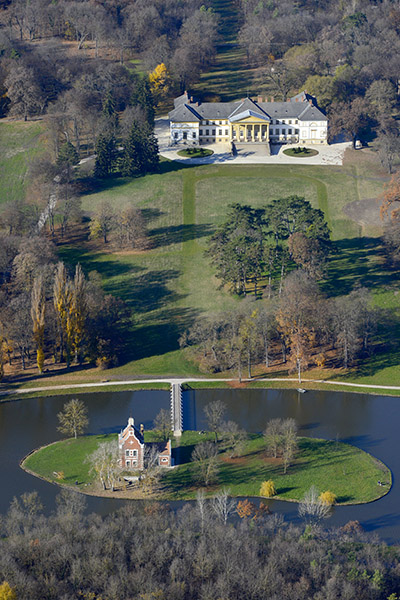
A kastélypark, Magyarország legszebb tehénistállójával, a Hollandi-házzal

A község Fejér vármegye délnyugati részén, a 64-es főút mellett, Székesfehérvártól 42, Siófoktól és a Balaton partjától 35 kilométerre fekszik. A környező települések közül Kálozzal a 6304-es út, Lajoskomárommal és a 65-ös főúttal a 6402-es út köti össze.
Természetföldrajzilag a terület a Mezőföldhöz tartozik. A szűkebb kistáj Dégi-süllyedék néven ismert. Kiterjedése kb. 5 km². A nagytáj jellegzetes formái (löszvölgyek, dombok, patakok, tavak), növényzet és állatvilág itt megtalálható. Egy része – a kastélypark és környéke – megyei értékű természetvédelmi terület.
A kedvező talajtani és éghajlati adottságok következtében szántóföldje a mezőgazdaság legfrekventáltabb területének számít. Kiválóan termeszthetők itt gabonafélék, kukorica és cukorrépa. A község egyes részein szőlőkultúra is megtalálható (borospincék és borfeldolgozó üzem).

## Története
Dég már közel ezer éve lakott, neve az Árpád-korban használt német eredetű (Deeg, Degu) személynévből származik.
Igazán fejlődésnek a 18. század második felében indult, amikor itt telepedett le a Festetics család. A 19. század elején a grófi család nagyszabású építkezésbe kezdett, megépült az uradalmi központ, kastély, és kialakult a kastélypark.
A nagy építkezések idején volt a család jószágkormányzója Kováts Ferenc mérnök, szakíró (a dégi temetőben nyugszik). Az ő fia volt Kovács Pál (1808–1886), akit Dég legjelesebb szülöttjének tekinthetünk. Amellett, hogy 1835-től haláláig Győr orvosa volt, beírta a nevét az irodalomtörténetbe is: a reformkorban volt író és kiváló lapszerkesztő (Hazánk).
A község 1950-ig Veszprém vármegyéhez tartozott. A második világháborút követően területe és a lakossága jelentősen, mintegy felére csökkent, jelenleg megállapodott; közepes méretű község.
2014 szeptemberében sikeresen befejeződött a Forster Gyula Nemzeti Örökséggazdálkodási és Szolgáltatási Központ
vagyonkezelésében lévő dégi Festetics-kastély kertrekonstrukciójának első üteme.

## Közélete

### Polgármesterei
- 1990–1994: Verebics Géza (független)[8]
- 1994–1998: Verebics Géza (független)[9]
- 1998–2002: Verebics Géza (független)[10]
- 2002–2006: Verebics Géza (független)[11]
- 2006–2010: Szabadiné Petróczki Márta (független)[12]
- 2010–2014: Gárdonyi Sándorné (független)[13]
- 2014–2019: Gárdonyi Sándorné (Fidesz)[14]
- 2019–2024: Gárdonyi Sándorné (Fidesz–KDNP)[15]
- 2024– : Gárdonyi Sándorné (Fidesz–KDNP)[1]

## Népesség
A település népességének változása:
| Lakosok száma | 2201 | 2178 | 2184 | 2077 | 1996 | 1971 | 1946 |
|               | 2013 | 2014 | 2015 | 2021 | 2022 | 2023 | 2024 |

A 2011-es népszámlálás során a lakosok 83,1%-a magyarnak, 0,7% cigánynak, 0,3% németnek, 0,2% románnak mondta magát (16,9% nem nyilatkozott; a kettős identitások miatt a végösszeg nagyobb lehet 100%-nál). A vallási megoszlás a következő volt: római katolikus 40,5%, református 21,6%, evangélikus 1,4%, felekezeten kívüli 13,9% (22,4% nem nyilatkozott).
2022-ben a lakosság 89,6%-a vallotta magát magyarnak, 0,6% cigánynak, 0,5% németnek, 0,3% ukránnak, 0,1-0,1% horvátnak, szerbnek, görögnek, bolgárnak és ruszinnak, 1,7% egyéb, nem hazai nemzetiségűnek (10,1% nem nyilatkozott; a kettős identitások miatt a végösszeg nagyobb lehet 100%-nál). Vallásuk szerint 32,9% volt római katolikus, 18% református, 0,6% evangélikus, 0,3% görögkatolikus, 0,1% ortodox, 0,2% egyéb keresztény, 1,3% egyéb katolikus, 15,4% felekezeten kívüli (31,4% nem válaszolt).

## Nevezetességei

### A kastély

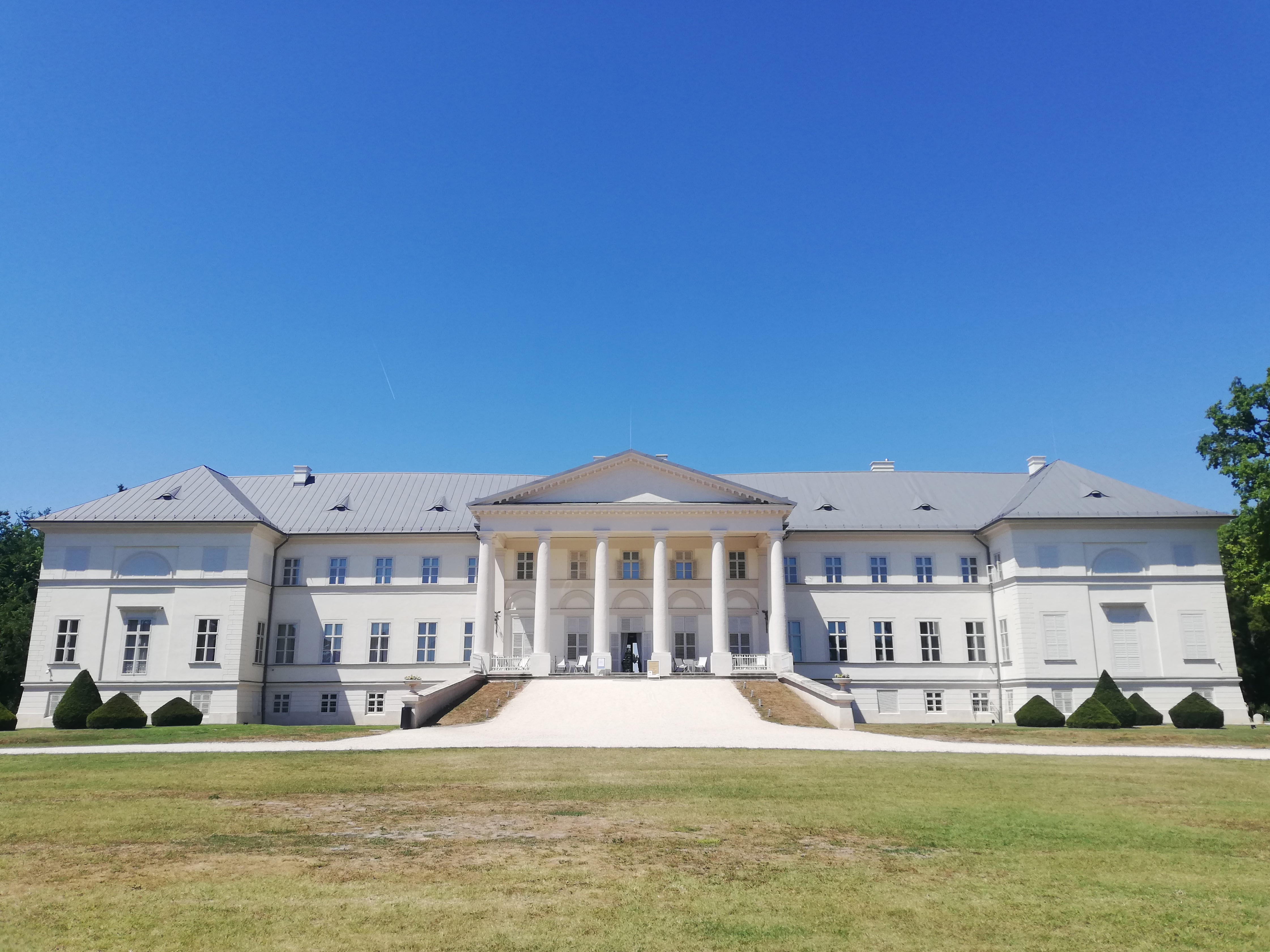
A Festetics-kastély

Dég ma a Festetics család jóvoltából műemlékben gazdag település. A Balaton felé húzódó, dúsan termő vidéken, vizek szaggatta tájba épült meg hazánk egyik legcsodálatosabb klasszicista kastélya Pollack Mihály tervei alapján (1815–19), ahol az Etelka-víz a Bozót-patakkal találkozik, a Mezőföld úgynevezett Dégi-süllyedékében. Az építész számára ez az épületegyüttes egyfajta előtanulmány volt a későbbi években megvalósított Magyar Nemzeti Múzeumhoz. A kastélyt körülvevő angolpark szintén az építész-kertépítész érdeme, a ritka fajokból álló, értékes növényállományával, és a romantikus szigeten található úgynevezett Hollandi-házzal (ez egy időben Mezőgazdasági Tájmúzeum volt).
Birtokosai a nagy múltú tolnai Festetich család tagjai voltak – oldalági leszármazottai azoknak, akik hazánknak a keszthelyi Georgikont alapító Festetich Györgyöt is adták –, később pedig a Degenfeld család.
A kastélynak a természettel való kapcsolata olyan szép, amire kevés példa található. Magyarázata az, hogy Pollack Mihály a tanulmányai során megértette, hogy a klasszicizmus stílusigénye szerint egy kastélyépületet a hozzá tartozó angolkerttel együtt kell megtervezni.
A falu közepén átfolyik a Bozót-patak, amelynek hídján keresztülhaladva a református templom, majd a római katolikus templom tűnik fel. Mindkettő a tájképi kert látványának része.
A kertben a kastély közelében sziklakert épült, amely hűtőzőt rejt magában. A lapályon átfolyó Etelka-víz hídja után érünk a kastélyhoz, így északról érkezünk. Balra a régi kiskastély, szemben évszázados tölgyek között a portikusz díszlik kocsifelhajtóval.
A napfényes déli oszlopcsarnokból kitekintve tárul fel a park teljes pompájában. Az előtérben idős faóriások között hatalmas gyepes tisztás terül el, mely enyhén lejt a völgyében lévő tó felé. Partján fehér, fekete nyár és hársmatuzsálemek, jegenyenyár és erdei fenyők csoportja. A tó szigetén „hollandi” kerti lak áll. Régen csak csónakkal lehetett megközelíteni (ma kis híd vezet a benne lévő múzeumba). Sajnálatos módon a területet árvíz tette tönkre, így a tájmúzeumi kiállítást megszüntették. A néhol 4-5 méter mély tavon tavirózsák és tömegesen nyíló sárga vízitökök látványa jelent élményt.
A tavon túli erdős dombon (Magyar-domb) vadaskert volt karámba zárt szarvasokkal, fácántenyészettel. Ma is szép részlete a kertnek a süllyesztett teraszos rozárium. Kővázákkal ékes lépcső vezet le kettős dór oszlopsorához, az azon túli teniszpályához. Mellette egy öreg pagodafa árnyékában antikizáló sziklabarlang, forrás van. Dór oszlopok között oroszlánfej köpi a vizet.
A kastélytól délkeletre neogótikus kerti házat találunk vadgesztenyék, platánok, [bukszusok romantikus ligetében. Csodálatos az őszi lombszíneződés is, érdemes kirándulni a településre! Műemléki védettség alatt áll, a Műemlékek Állami Gondnoksága kezelésében van a 28 hektáros terület.

### A templom
Ugyancsak műemlék a község 1820-as években épített katolikus temploma, amit szintén Pollack Mihály tervezett.
További számos műemlék jellegű épület is található a településen (mezőgazdasági szövetkezeti iroda épülete, dézsmapincesor, istálló, református parókia, Dégi Borház Kft. pincéje).

### Emlékművek
A 20. század háborús áldozataira négy emlékmű is emlékeztet: az első világháborús emlékmű a Gillányi-hegyen, a községi második világháborús emlékmű a református templomkertben, valamint szovjet és német katonai emlékművek.

## Dég híres szülöttei
- Festetics Sándor politikus, hadügyminiszter, hitbizományi nagybirtokos
- Dr. Kovács Pál orvos, író, drámaíró, publicista, a Magyar Tudományos Akadémia levelező tagja
- Körmendy Ékes Lajos (1876–1951) író, politikus, Veszprém vármegye főispánja

## Galéria

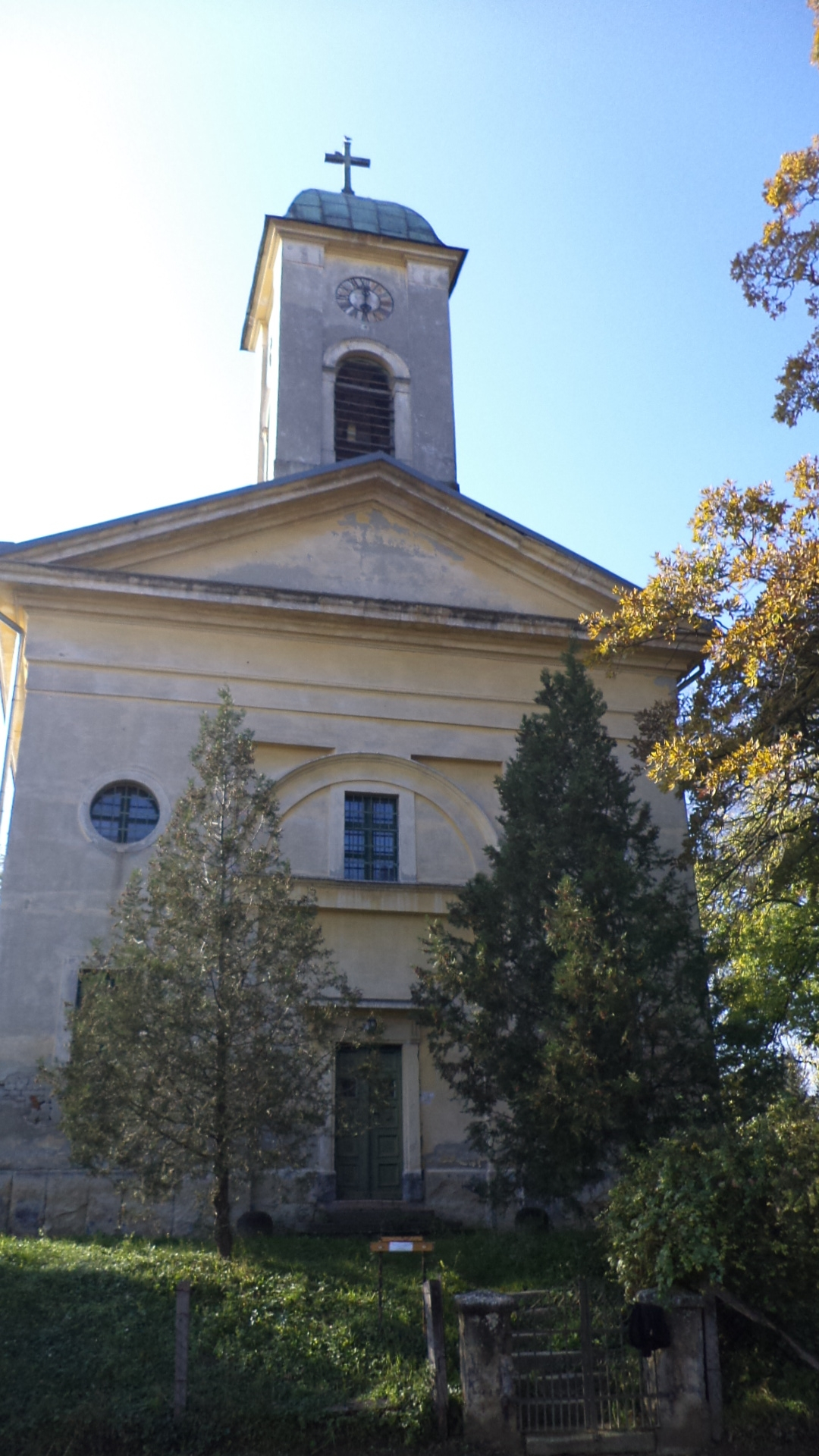
Katolikus templom
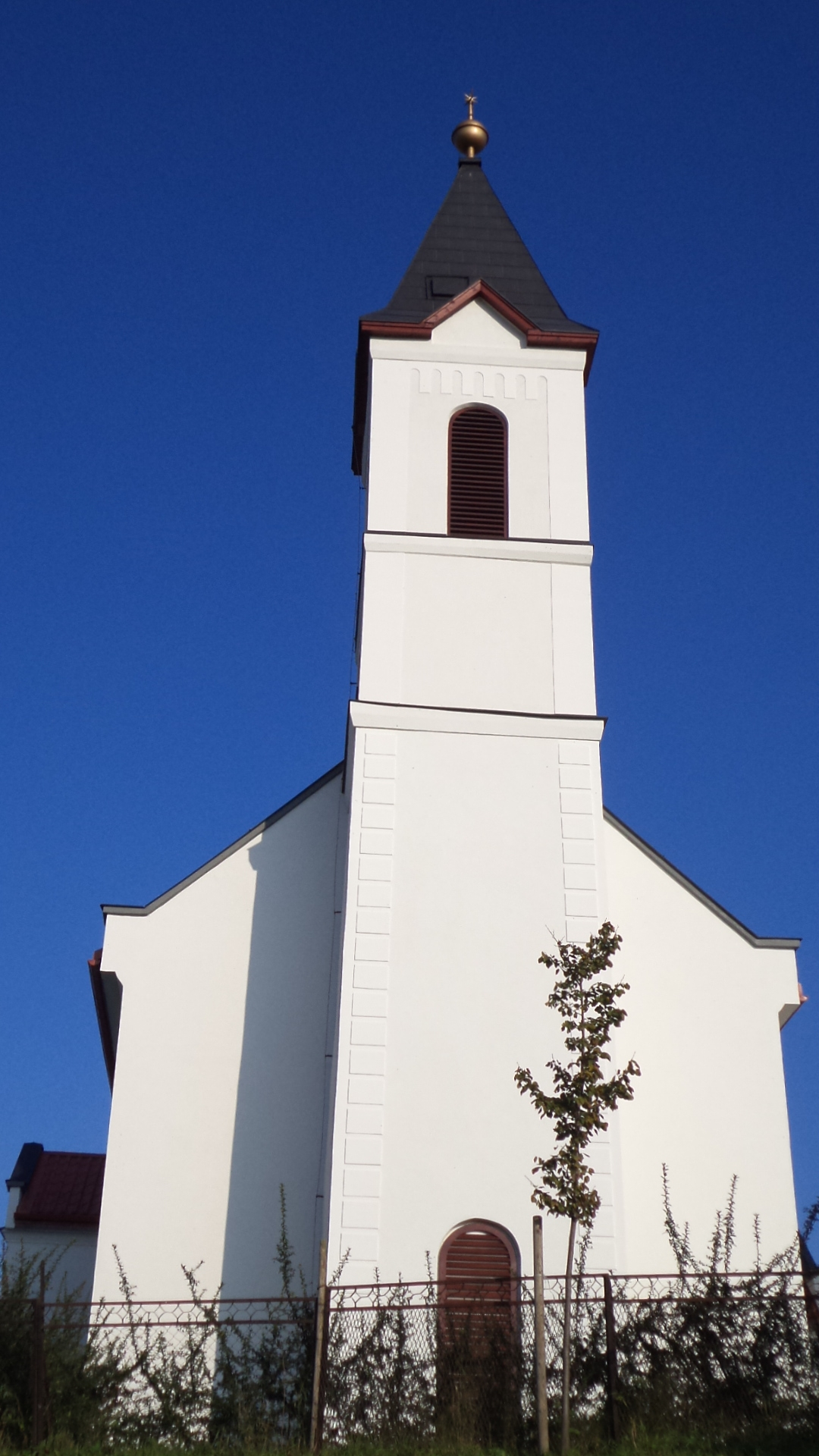
Református templom
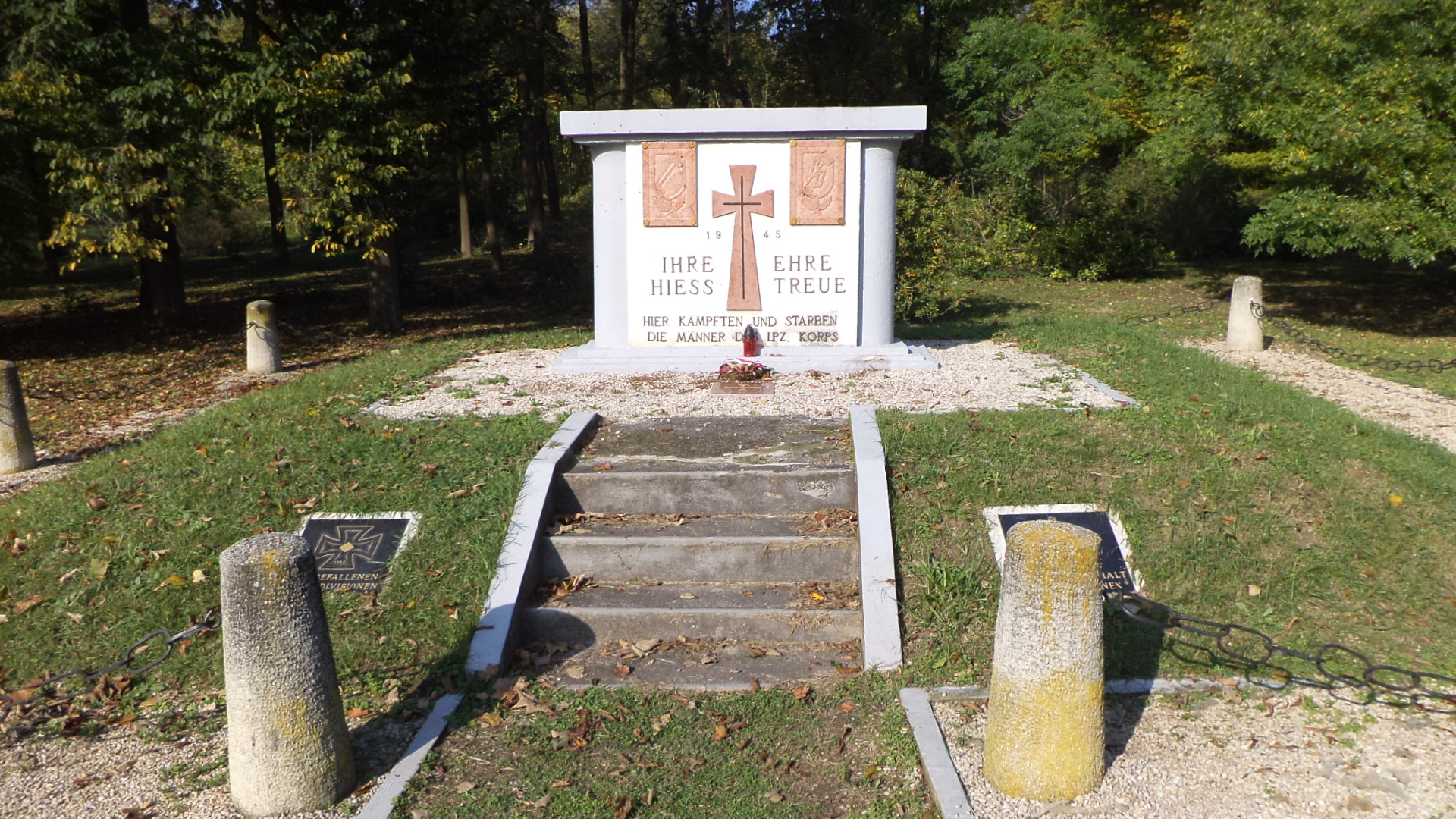
Második világháborús német katonai emlékmű
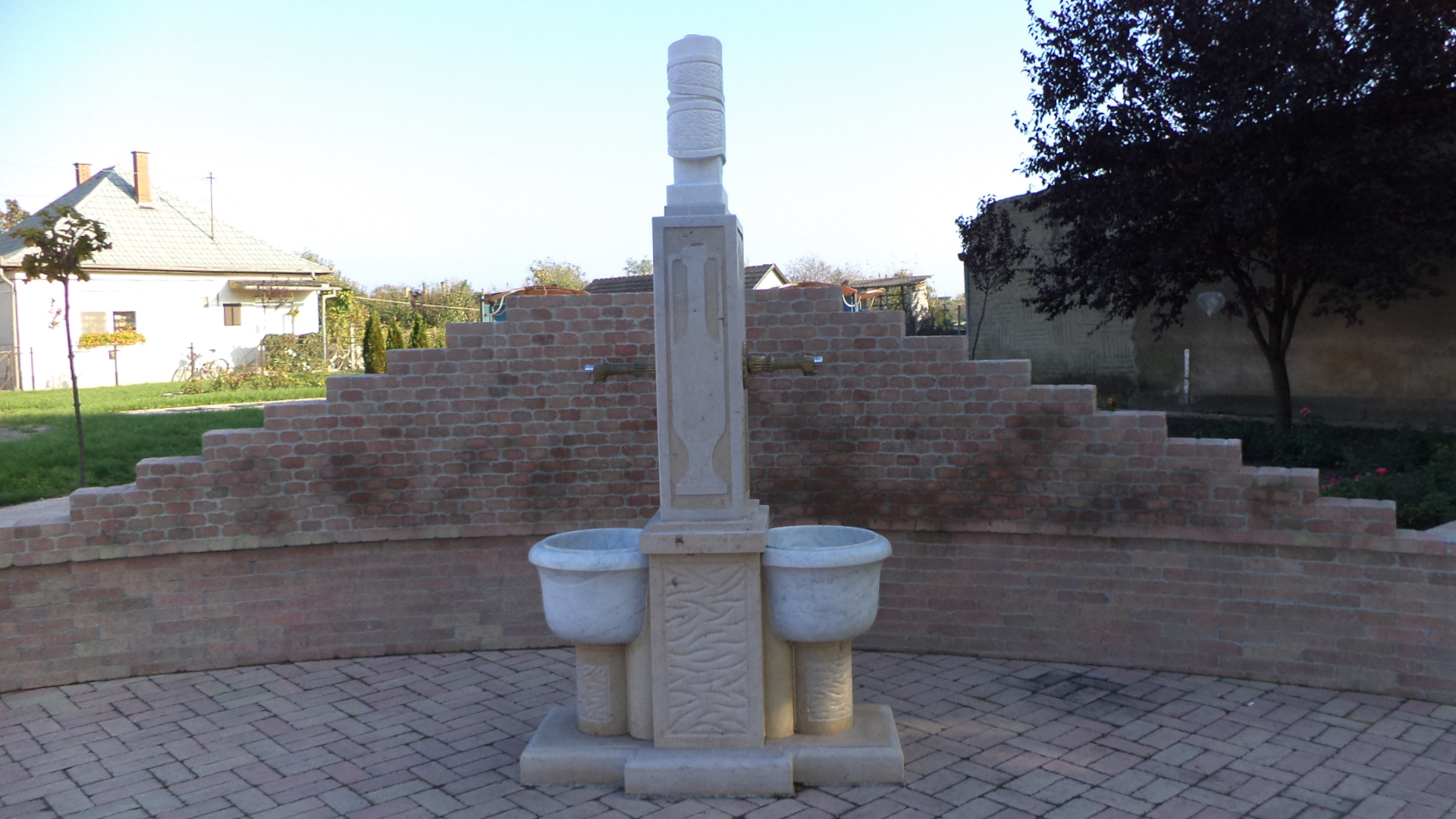
Béke tér
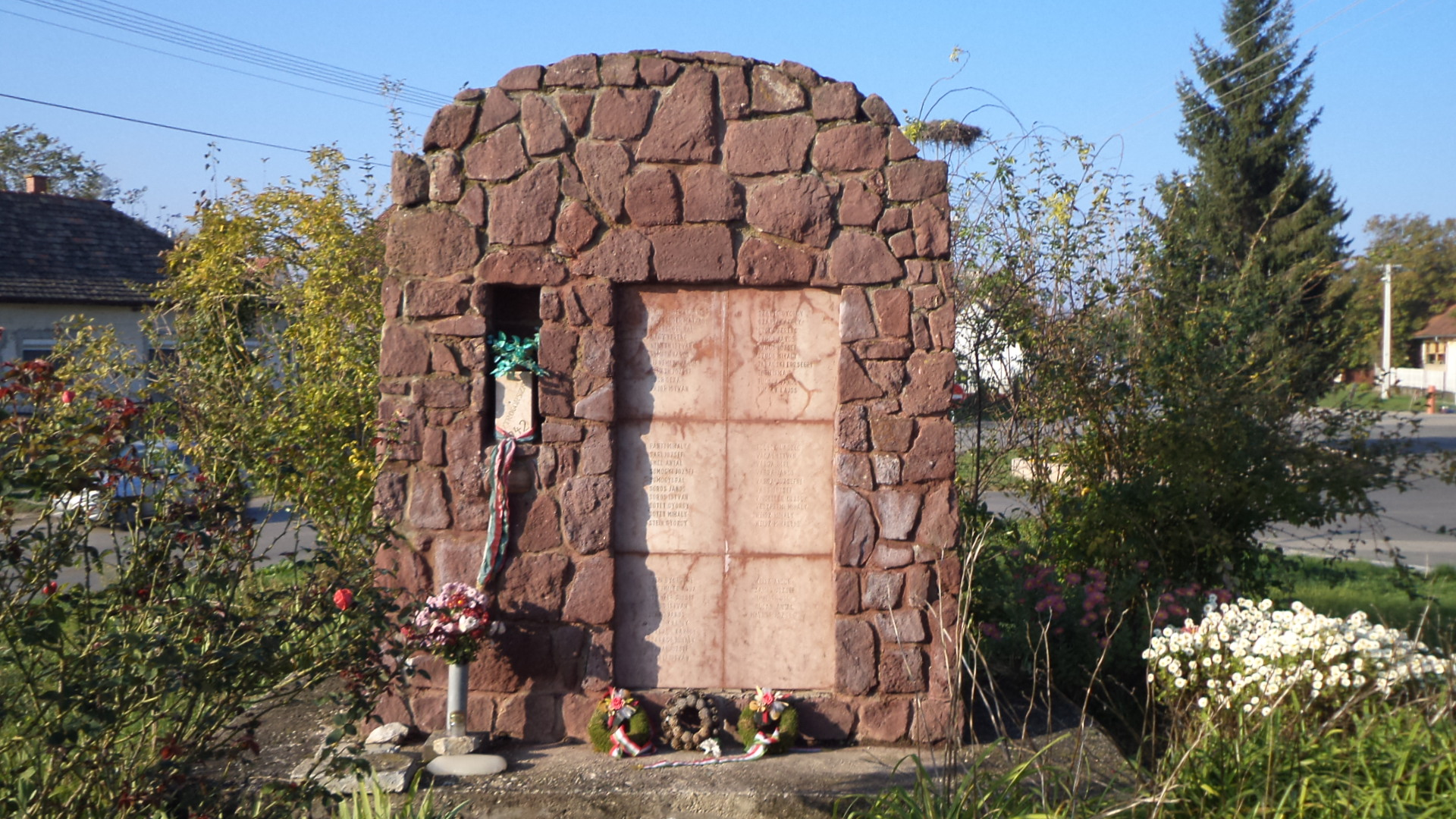
2. világháborús emlékmű
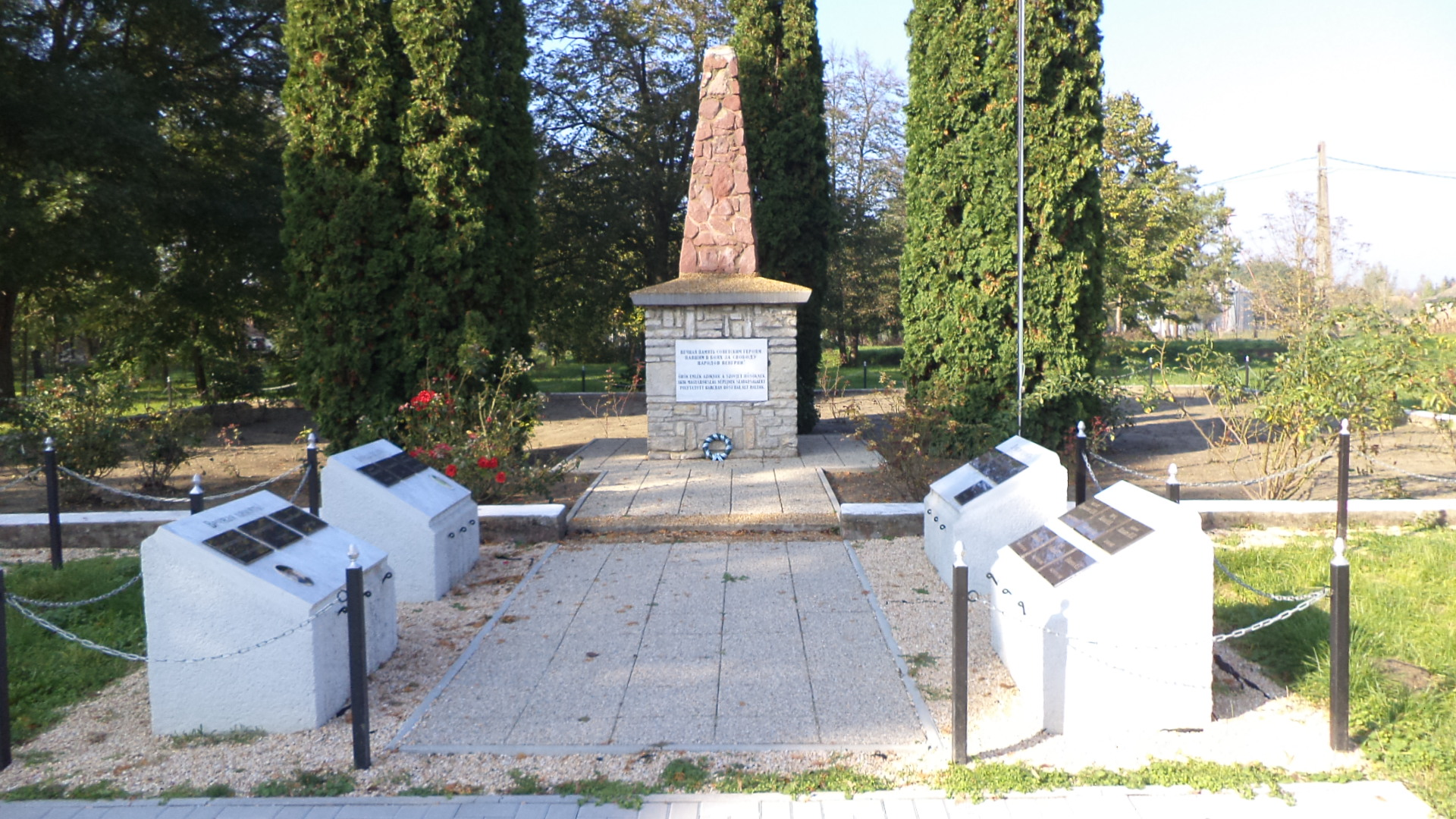
2. világháborús szovjet emlékmű